# 55 ウォール・ストリート
座標: 北緯40度42分22秒 西経74度00分33秒 / 北緯40.706039度 西経74.009174度
55 ウォール・ストリート（英語: 55 Wall Street）のナショナル・シティ・バンク・ビルディング（英語: National City Bank Building）は、ニューヨーク市ダウンタウン・マンハッタンのフィナンシャル・ディストリクトに建つ歴史的なビルである。

## 概要
55 ウォール・ストリートは、ウィリアム・ストリートとハノーバー・ストリートとの間に所在する。1827年に開業し1835年のニューヨーク大火災で全焼した前代の取引所に代わる商業取引所（Merchants' Exchange）として、1836年から41年にかけて建造された。この新しい取引所の建物は、グリーク・リバイバル様式でイザヤ・ロジャーズが設計した。アメリカ合衆国税関は、1862年にこの建物に移転し（この移転に伴う建物の転換はウィリアム・A・ポッターによって監督された）、1907年に1 ボーリング・グリーンのアレクサンダー・ハミルトン合衆国税関に移転するまで置かれていた。
税関が立ち退いた後、ナショナル・シティ・バンク（シティバンクの前身）の総裁ジェームズ・スティルマンは、この建物を政府から買い取り、本社ビルに転換するための手配を行なった。マッキム、ミード&ホワイトのチャールズ・フォレン・マッキムは、この建物の拡張を行なった。ドームを取り除き、さらに4階（2段目の柱廊）を加え、建物の内装を取り除き、マッキムはウィリアム・S・リチャードソンとメインフロアのデザイン新しくした（1907-1910年）。古い銀行のホールは、1998年より舞踏会場とイベントスペースとして使用されており、残りは現在、分譲アパートとなっている。
1908年12月19日にナショナル・シティ・バンクは向かいの52 ウォール・ストリートから移転してきた。1961年に399 パーク・アベニューへ移転するまで、このビルはナショナル・シティ・バンクとその後身のシティバンクの本社ビルとして使用された。

## 建築
もともとの建物は、ボストンの建築家、イザヤ・ロジャーズによって、グリーク・リバイバル様式で設計され、1836年から1842年にかけて建造された。もともとはのファサードは、4階建てのグリーク・リバイバル様式のどっしりとしたイオニア式円柱が特徴となっており、各ブロックはクインシー花崗岩である。
1899年、後にシティバンクとなるナショナル・シティ・バンクは、マッキム、ミード&ホワイトの建築家チャールズ・マッキムに、銀行の本部として使用できる建物への改装を委任した。この建築家は、4階を建物に加え、もともとのファサードの上に、別のコリント式円柱を柱廊としておいた。彼らはさらに、各角の高さ60フィートの中央のドームとオフィスを特徴とした、巨大な銀行ホールへと、内装デザインを変更した。歴史的価値のあるコリント式円柱が、空間の周りに配置された上品なエンタブラチュアを支えていた。部屋は、エレガント・グレーの大理石の床と壁、格間天井、細かな中二階の手すりが特徴だった。
この建物の外観は、1965年にニューヨーク市歴史建造物に指定された。1978年には、アメリカ合衆国国定歴史建造物にも指定された。
1998年、リージェント・ウォール・ストリート・ホテルとして、建物は再建された。2001年のワールド・トレード・センターで起こったアメリカ同時多発テロ後、55 ウォール・ストリートは、労働者、地域在住者の救済センターとして利用された。ホテルは、9.11テロ後に、客足が衰え、2003年に閉鎖された。建物は最近、再び一新されており、レストランと舞踏会場のシプリアニS.A.によって、分譲アパートとなった。メイン・バンキング・ホールは、「世界で最も上品な舞踏会場として現在利用されており」、「アメリカにおいて無類の施設」と呼ばれた。
2002年には、ニューヨーク市歴史建造物保存財団によって、ニューヨーク市歴史建造物に指定されたことを記念する飾り額が取り付けられた。

## 文化
- 建物は、2004年の映画『クライシス・オブ・アメリカ』のジョナサン・デミによるフィナーレのロケ地となった。
- スティーヴン・スピルバーグ製作総指揮の『メン・イン・ブラック2』（2002）では、建物前に存在する新聞スタンドで会話シーンが撮影される。クリストファー・ノーラン監督『ダークナイト・ライジング』（2012）ではウォール街を封鎖して撮影された乱闘シーンなどでも、建物の外観が登場する。